# Жабуй, Жан-Пьер
Жан-Пьер Жабу́й (фр. Jean-Pierre Alain Jabouille; 1 октября 1942[…], V округ Парижа — 2 февраля 2023[…], Ла-Сель-Сен-Клу, метрополия Франции) — французский автогонщик, участник чемпионата мира по автогонкам в классе Формула-1. Чемпион Европы Формулы-2 1976 года.

## Формула-1
Жабуй дебютировал на Гран-при Франции 1974 года за рулём Iso-Marlboro FW команды Фрэнка Уильямса, но не прошёл квалификацию. На Гран-при Австрии он заменил в «Сёртисе» ушедшего Йохена Масса, но снова не квалифицировался. Через год он наконец вышел на старт на Гран-при Франции на третьем «Тиррелле» и финишировал 12-м.
Полноценно в Формуле-1 Жан-Пьер Жабуй начал выступать в сезоне 1977 года с командой «Рено». Будучи инженером, Жабуй участвовал в разработке и наладке RS01, первого болида Формулы-1 с 1,5-литровым двигателем с турбонаддувом. Дебют на Гран-при Великобритании закончился сходом, как и остальные попытки, а на Гран-при Канады он снова не прошёл квалификацию.
Двигатель «Рено» не отличался надёжностью, потреблял много топлива и страдал от запаздывания турбонагнетателя. Лишь раз в 1978 году Жабуй заработал очки за 4-е место в Гран-при США. В 1979 году он 4 раза стартовал с поул-позиции, но первую победу для «Рено» одержал лишь на домашнем Гран-при Франции. Сезон 1980 года Жабуй провёл похожим образом: две поул-позиции, но лишь раз преодолел полную гоночную дистанцию  — на Гран-При Австрии, где уверенно победил. В Монреале Жан-Пьер из-за поломки подвески попал в аварию, получил травмы ног и пропустил конец сезона.
На 1981 год Жабуй подписал контракт с «Лижье», но из-за прошлогодней травмы пропустил первые две гонки. Вскоре выяснилось, что полностью восстановиться ему не удалось: в следующих четырёх Гран-при он дважды не прошёл квалификацию, и в итоге покинул команду в середине сезона.
Жабуй остался в «Лижье» в качестве гоночного менеджера на 1982 год.

## Гонки на выносливость
Жан-Пьер Жабуй 13 раз стартовал в «24 часах Ле-Мана»: в 1968—1970, 1972—1974, 1976—1978, 1989 и 1991—1993 годах; лучший результат — 3-и места в 1973, 1974, 1992 и 1993 годах.
В 1970 году за рулём Ferrari 512S он занял 2-е место в «1000 км Парижа», в 1975 году в паре с Жераром Ларуссом на Alpine A441 победил в «1000 км Муджелло».
В середине 1980-х годов Жабуй выступал в чемпионате Франции среди легковых автомобилей, а в 1990 году присоединился к команде Peugeot Talbot Sport в Международном чемпионате спортпрототипов. В 1994 году он сменил Жана Тодта на посту спортивного менеджера Peugeot Sport, но был уволен через год, когда двигатели «Пежо» не принесли успеха командам «Макларен» и «Джордан» в Формуле-1. После этого в 1997 году Жабуй создал собственную команду в серии ISRS.

## Результаты выступлений в Формуле-1
| Легенда к таблице |                                                                    |
| --- | ------------------------------------------------------------------ |
| В таблице перечислены результаты всех Гран-при Формулы-1, в которых принимал участие гонщик. Строками таблицы являются сезоны, столбцами — этапы чемпионата мира. В каждой клетке указаны сокращённое название этапа и результат, дополнительно обозначенный цветом. Расшифровка обозначений и цветов представлена в нижеследующей таблице. |                                                                    |
| \| Пример \| Описание \| \| ------------ \| ------------------------------------------------------------------ \| \| 1 \| Победитель \| \| 2 \| Второе место \| \| 3 \| Третье место \| \| 5 \| Финишировал, заработав очки \| \| Сход \| Не финишировал, но при этом заработал очки \| \| 12 \| Финишировал, не получив очков \| \| НКЛ \| Финишировал, но не попал в финальную классификацию \| \| 15 \| Участвовал вне зачёта, либо по отдельной классификации \| \| 18 \| Не финишировал, но попал в финальную классификацию \| \| Сход \| Не финишировал \| \| НКВ \| Не прошёл квалификацию \| \| НПКВ \| Не прошёл предквалификацию \| \| ДСК \| Дисквалифицирован \| \| ИСК \| Исключён из протокола соревнований \| \| ТТ \| Заявлен для участия только в тренировках \| \| НС \| Участвовал в квалификации, но не стартовал в гонке \| \| Т \| Травмирован или болен \| \| ОТК \| Отказ от участия \| \| НТР \| Прибыл на соревнования, но на трассу не выезжал \| \| НПР \| Был заявлен в числе участников, но не прибыл к началу соревнований \| \| О \| Соревнования отменены \| \| \| Не участвовал \| \| Поул-позиция \| \| \| Быстрый круг \| \| |                                                                    |
| Пример | Описание                                                           |
| 1 | Победитель                                                         |
| 2 | Второе место                                                       |
| 3 | Третье место                                                       |
| 5 | Финишировал, заработав очки                                        |
| Сход | Не финишировал, но при этом заработал очки                         |
| 12 | Финишировал, не получив очков                                      |
| НКЛ | Финишировал, но не попал в финальную классификацию                 |
| 15 | Участвовал вне зачёта, либо по отдельной классификации             |
| 18 | Не финишировал, но попал в финальную классификацию                 |
| Сход | Не финишировал                                                     |
| НКВ | Не прошёл квалификацию                                             |
| НПКВ | Не прошёл предквалификацию                                         |
| ДСК | Дисквалифицирован                                                  |
| ИСК | Исключён из протокола соревнований                                 |
| ТТ | Заявлен для участия только в тренировках                           |
| НС | Участвовал в квалификации, но не стартовал в гонке                 |
| Т | Травмирован или болен                                              |
| ОТК | Отказ от участия                                                   |
| НТР | Прибыл на соревнования, но на трассу не выезжал                    |
| НПР | Был заявлен в числе участников, но не прибыл к началу соревнований |
| О | Соревнования отменены                                              |
| | Не участвовал                                                      |
| Поул-позиция |                                                                    |
| Быстрый круг |                                                                    |

| Сезон | Команда  | Шасси | Двигатель        | Ш | 1        | 2        | 3        | 4        | 5        | 6        | 7        | 8        | 9        | 10       | 11       | 12       | 13       | 14       | 15       | 16      | 17  | Место | Очки |
| ----- | -------- | ----- | ---------------- | - | -------- | -------- | -------- | -------- | -------- | -------- | -------- | -------- | -------- | -------- | -------- | -------- | -------- | -------- | -------- | ------- | --- | ----- | ---- |
| 1974  | Williams | FW    | Ford Cosworth V8 | F | АРГ      | БРА      | ЮАР      | ИСП      | БЕЛ      | МОН      | ШВЕ      | НИД      | ФРА НКВ  | ВЕЛ      | ГЕР      |          |          |          |          |         |     | НКЛ   | 0    |
| 1974  | Surtees  | TS16  | Ford Cosworth V8 | F |          |          |          |          |          |          |          |          |          |          |          | АВТ НКВ  | ИТА      | КАН      | США      |         |     | НКЛ   | 0    |
| 1975  | Tyrrell  | 007   | Ford Cosworth V8 | G | АРГ      | БРА      | ЮАР      | ИСП      | МОН      | БЕЛ      | ШВЕ      | НИД      | ФРА 12   | ВЕЛ      | ГЕР      | АВТ      | ИТА      | США      |          |         |     | НКЛ   | 0    |
| 1977  | Renault  | RS01  | Renault V6t      | M | АРГ      | БРА      | ЮАР      | СШЗ      | ИСП      | МОН      | БЕЛ      | ШВЕ      | ФРА      | ВЕЛ Сход | ГЕР      | АВТ      | НИД Сход | ИТА Сход | США Сход | КАН НКВ | ЯПО | НКЛ   | 0    |
| 1978  | Renault  | RS01  | Renault V6t      | M | АРГ      | БРА      | ЮАР Сход | СШЗ Сход | МОН 10   | БЕЛ НКЛ  | ИСП 13   | ШВЕ Сход | ФРА Сход | ВЕЛ Сход | ГЕР Сход | АВТ Сход | НИД Сход | ИТА Сход | США 4    | КАН 12  |     | 17    | 3    |
| 1979  | Renault  | RS01  | Renault V6t      | M | АРГ Сход | БРА 10   | ЮАР Сход | СШЗ НС   |          |          |          |          |          |          |          |          |          |          |          |         |     | 13    | 9    |
| 1979  | Renault  | RS10  | Renault V6t      | M |          |          |          |          | ИСП Сход | БЕЛ Сход | МОН НКЛ  | ФРА 1    | ВЕЛ Сход | ГЕР Сход | АВТ Сход | НИД Сход | ИТА 14   | КАН Сход | США Сход |         |     | 13    | 9    |
| 1980  | Renault  | RE20  | Renault V6t      | M | АРГ Сход | БРА Сход | ЮАР Сход | СШЗ 10   | БЕЛ Сход | МОН Сход | ФРА Сход | ВЕЛ Сход | ГЕР Сход | АВТ 1    | НИД Сход | ИТА Сход | КАН Сход | США      |          |         |     | 8     | 9    |
| 1981  | Equipe   | JS17  | Matra V12        | M | СШЗ      | БРА      | АРГ НКВ  | САН НКЛ  | БЕЛ Сход | МОН НКВ  | ИСП Сход | ФРА      | ВЕЛ      | ГЕР      | АВТ      | НИД      | ИТА      | КАН      | СИЗ      |         |     | НКЛ   | 0    |